# Liste der Bodendenkmale im Landkreis Mansfeld-Südharz

Karte des Landkreises Mansfeld-Südharz

In der Liste der Bodendenkmale im Landkreis Mansfeld-Südharz sind die Bodendenkmale im Landkreis Mansfeld-Südharz aufgeführt. Grundlage der Einzellisten sind die in den jeweiligen Listen angegebenen Quellen.
Diese Liste ist eine Teilliste der Liste der Bodendenkmale in Sachsen-Anhalt.
Die Kulturdenkmale sind in der Liste der Kulturdenkmale im Landkreis Mansfeld-Südharz erfasst.

## Aufteilung
Wegen der großen Anzahl von Bodendenkmalen im Landkreis Mansfeld-Südharz ist diese Liste in Teillisten nach den Städten und Gemeinden aufgeteilt.
| Gemeinde/ Stadt           | Bodendenkmalliste                                    | Wappen | Lage | Bild eines Bodendenkmals |
| ------------------------- | ---------------------------------------------------- | ------ | ---- | ------------------------ |
| Allstedt                  | Liste der Bodendenkmale in Allstedt                  |        |      |                          |
| Arnstein                  | Liste der Bodendenkmale in Arnstein                  |        |      |                          |
| Berga                     | Liste der Bodendenkmale in Berga                     |        |      |                          |
| Blankenheim               | Liste der Bodendenkmale in Blankenheim               |        |      |                          |
| Bornstedt                 | Liste der Bodendenkmale in Bornstedt                 |        |      |                          |
| Brücken-Hackpfüffel       | Liste der Bodendenkmale in Brücken-Hackpfüffel       |        |      |                          |
| Gerbstedt                 | Liste der Bodendenkmale in Gerbstedt                 |        |      |                          |
| Hergisdorf                | Liste der Bodendenkmale in Hergisdorf                |        |      |                          |
| Hettstedt                 | Liste der Bodendenkmale in Hettstedt                 |        |      |                          |
| Kelbra (Kyffhäuser)       | Liste der Bodendenkmale in Kelbra (Kyffhäuser)       |        |      |                          |
| Lutherstadt Eisleben      | Liste der Bodendenkmale in Lutherstadt Eisleben      |        |      |                          |
| Mansfeld                  | Liste der Bodendenkmale in Mansfeld                  |        |      |                          |
| Sangerhausen              | Liste der Bodendenkmale in Sangerhausen              |        |      |                          |
| Seegebiet Mansfelder Land | Liste der Bodendenkmale in Seegebiet Mansfelder Land |        |      |                          |
| Südharz                   | Liste der Bodendenkmale in Südharz                   |        |      |                          |
| Wallhausen                | Liste der Bodendenkmale in Wallhausen                |        |      |                          |
| Wimmelburg                | Liste der Bodendenkmale in Wimmelburg                |        |      |                          |